# Sotillo de la Adrada
Sotillo de la Adrada község Spanyolországban, Ávila tartományban. Sotillo de la Adrada Santa María del Tiétar, Casillas, El Barraco, La Adrada, Fresnedilla, Higuera de las Dueñas, Rozas de Puerto Real és Cenicientos községekkel határos. Lakosainak száma 5003 fő (2024).

## Népesség
A település népessége az utóbbi években az alábbiak szerint változott:
| Lakosok száma | 3618 | 4009 | 4413 | 4769 | 4821 | 4705 | 4621 | 4590 | 4721 | 5003 |
|               | 2001 | 2004 | 2006 | 2009 | 2011 | 2014 | 2016 | 2019 | 2021 | 2024 |